# Arbusto

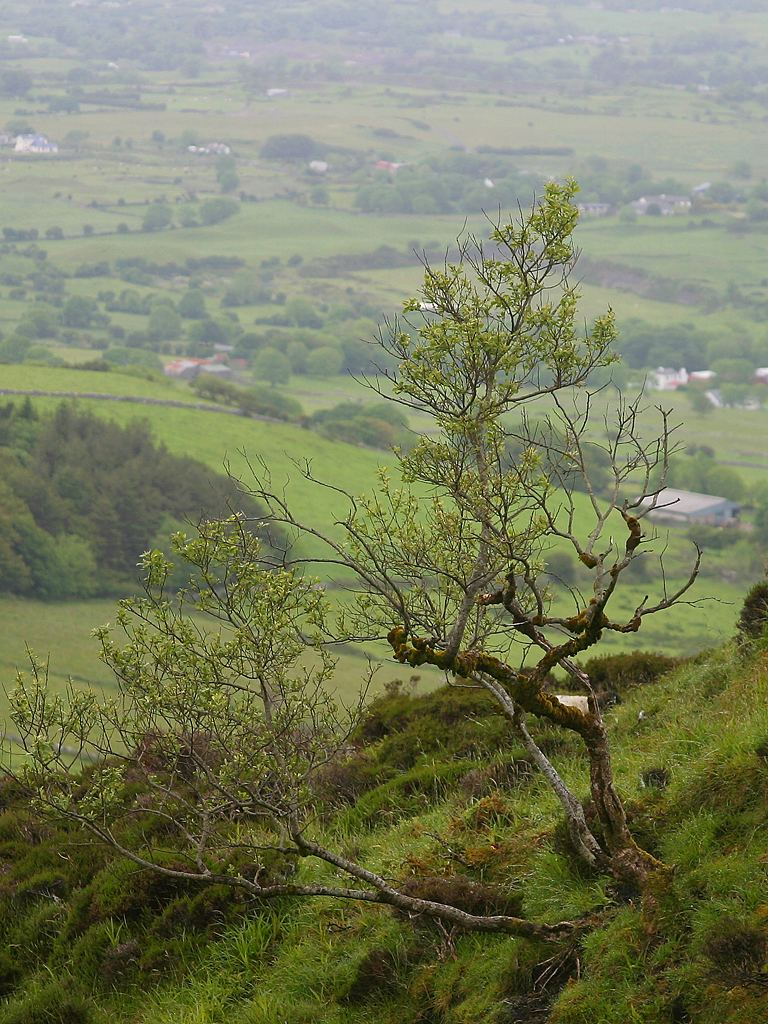

Arbusto é todo o vegetal do grupo das angiospermas, dicotiledôneas e lenhosas, que se ramifica desde junto ao solo e tem menor porte (abaixo de 6 m) em relação às árvores. São plantas que não necessitam de grandes espaços para o seu bom desenvolvimento. Arbustos pequenos e baixos, geralmente não passando dos 2 metros de altura, como a lavanda, mirta e a maioria das variedades pequenas de rosas de jardim, são frequentemente chamados de moita.[carece de fontes?]
Uma área de arbustos cultivados em um parque ou jardim é chamada de matagal. Cortado como topiária, espécies e variedades adequadas de arbustos desenvolvem folhagens densas e muitos galhos folhosos crescem mais próximos uns aos outros. Muitas espécies de arbustos respondem bem a podas, sendo no caso de uma poda até o toco resultando em novas hastes longas denominadas "canos". Outros arbustos, por suas características e estrutura, respondem melhor a podas seletivas.